# 椎名孝介

|

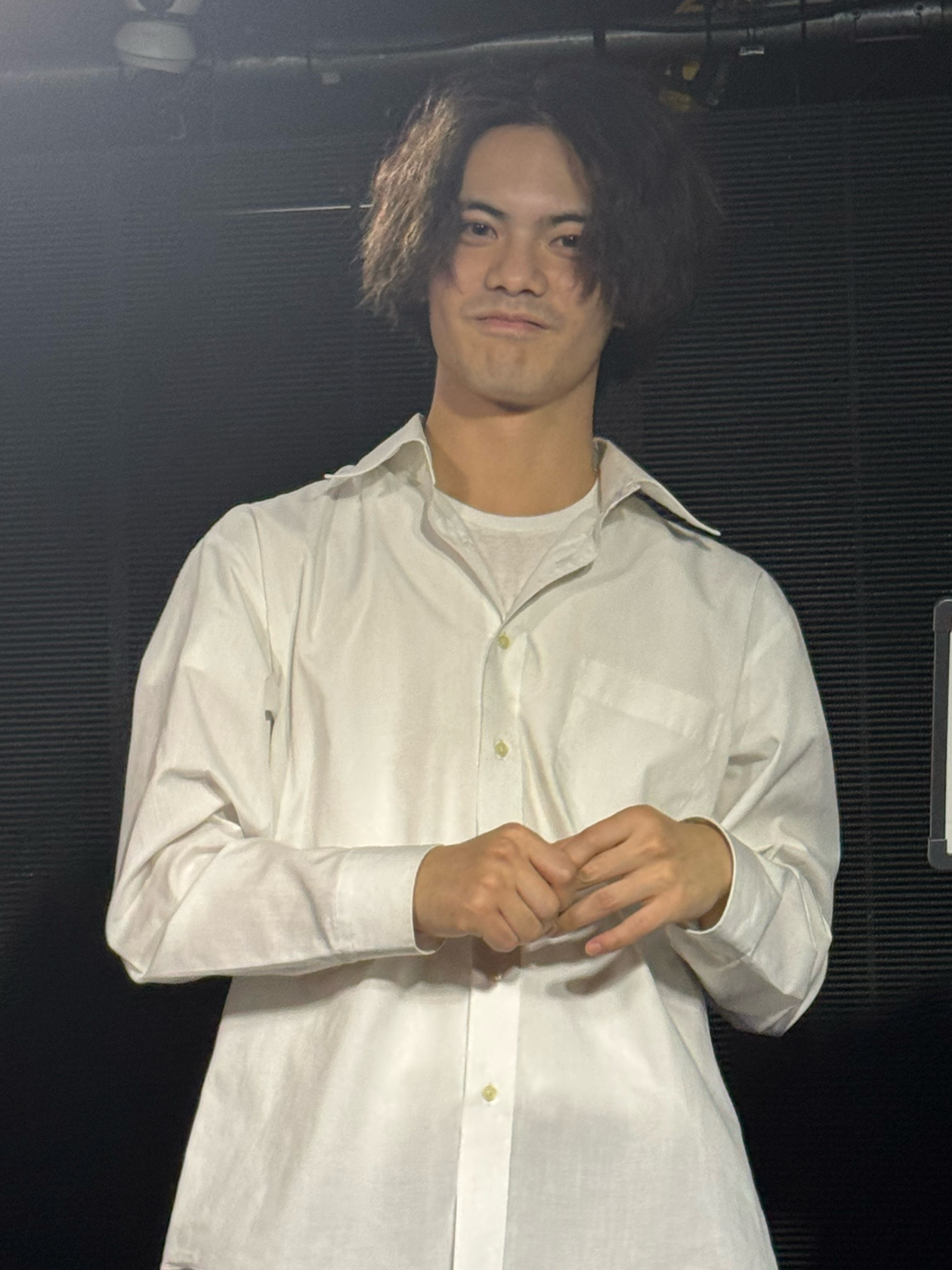

椎名 孝介（しいな こうすけ、2001年3月3日 - ）は、日本の俳優。サンミュージックアカデミー東京校所属。身長170cm、体重60kg。舞台活動、17LIVEにて配信活動中。

## 来歴
2001年 沖縄県生まれ。幼少期に千葉県へ移り育つ。2019年6月 スキマスイッチ「青春」のMVに学生役で出演、芸能界デビューを果たす。
2021年の春に芸能系専門学校を卒業し、サンミュージックアカデミーに入所。2021年9月 「98色の短編集」で舞台デビュー。2022年11月 「One is All」にて初主演を果し、PlayOmnibusのメンバーとなる。2024年1月末にてPlayOmnibusが解散。演劇ユニットとしての活動は終了し、以後は個別の活動に専念。2024年11月30日にDCliveを主催し、椎名幸助名義で「変わらない僕ら。」を作演出する。
2025年5月30日レインボータウンFM「Crystal ISM」にゲスト出演し初のラジオドラマとなる「世界5分前仮説」を発表した。

## 出演

### MV
- 2019年6月 スキマスイッチ「青春」学生役
- 2019年7月 GENERATIONS from EXILE TRIBE「DREAMERS」エキストラ

### テレビドラマ
- 2019年7月 MBSテレビ「コーヒー＆バニラ」エキストラ

### ラジオ
- 2025年5月30日 レインボータウンFM「Crystal ISM」ゲスト出演

### 舞台
2021年
- 9月25日-10月3日「98色の短編集」（三栄町LIVE）[5]
  - Bキャスト　梅ジュン、小川一平、多田次郎、沢村啓斗役
- 12月14日-12月19日 「ここにいたこと」（てあとるらぽう）[6]　
  - 井川泰尚役

2022年
- 1月22日「フィクション part4」（演劇企画518）[7]
  - 「はぐれガラスの定婚店」宇田川照彦役
- 2月22日-27日 朗読劇×即興劇×寸劇「シンデレラ-魔法の時間-」（スタジオアプローズ）　[8]
  - Bキャスト  チャーミング王子役
- 4月27日-5月8日「まどうペン～さよなら私のいびつな純情～」（三栄町LIVE）[9]
  - オレンジキャスト  堂々本絶役
- 6月9日-21日「6月のトリレンマ」（三栄町LIVE）[10]
  - Bキャスト  甲斐拓巳役
- 7月27日-31日（全日程公演中止）「MIYANEYO」（新宿Theater Brats）[11]
- 9月7日-11日「ざつおん！」（TACCS1179）[12]
  - 嵐山健次郎役
- 10月19日-24日「いくつかの短片」（四ツ谷ドリームシアター）[13]
  - Cキャスト　西田一、永井新、向井役
- 11月15日-27日「One is All」（三栄町LIVE）[14]
  - Aキャスト主演　佐藤雄一役

2023年
- 2月7日-19日「だからぎゅっとして。」（三栄町LIVE）[15]
  - Bキャスト　甲斐拓巳役
- 3月24日-4月2日「MIYANEYO」（新宿Theater Brats）[16]
  - Bキャスト　新井竜也、平沼純也役
- 4月25日-30日「井の中のエトセトラ」（シアターミラクル、PlayOmnibus第1回本公演）[17]
  - Aキャスト  タイガ役
- 7月14日-16日「ハレロヨ！」（APOCシアター、＆4企画）[18]
  - 江本五郎役
- 9月5日-10日「よかよ」（山王FOREST大森theater、PlayOmnibus第2回本公演）[19]
  - Bキャスト　岩田実役
- 10月31日-11月14日「三落短編集。」（三栄町LIVE）[20]
  - 欠落Bキャスト　高杉役

2024年
- 3月6日-10日「好きにならずにいられない」（新宿シアターブラッツ）[21]
  - Aキャスト　藤岡役
- 5月16日-26日「探偵はロングスリーパー」（新宿シアターブラッツ、POCCPUBRE公演）[22]
  - case2woman　大戸屋役
- 6月19日-23日「ムービング･ペント･ロッカー」（高田馬場ラビネスト、AK企画）[23]
  - Bキャスト 花屋･陽介役
- 9月11日-15日「君が特別に変わる夏」（高田馬場ラビネスト）[24]
  - Bキャスト 小野寺純役
- 11月30日「DClive」（池袋カラオケBAR da capo）[25]
  - angle トウ役 / 変えられない僕ら。 航役
- 12月6日-8日「Stage〜クリスマスのキセキ〜」（アルネ543、劇団自由調）[26]
  - ユタ役

 2025年
- 1月11日-12日「コンベア」（高田馬場RABINEST、AK企画）[27]
  - 水田まこと役
- 2月5日-9日「ミュージカルmoderato〜刻を奏でるラジオ〜」（シアター風姿花伝）[28]
  - teamラジオ DJテルミー役
- 3月2日「椎名孝介バースデーイベント いっしょにいようよ」（カラオケBAR da capo）[29]
  - 椎名役
- 3月26日-30日「おとぎの法廷」（中野テアトルBONBON、＆4企画）[30]
  - 桃太郎のオニ役
- 4月23日-27日「Ebbi-エビィ-EBBINGHOUSE2025」（新宿シアターブラッツ、POCCPUBRE公演）[31]
  - Bキャスト 飛鳥役
- 5月30日-31日「ヨミアイ。」（トシプロスタジオ、AK企画）[32]
  - 31日 てんとう虫男･たかし役
- 6月26日-29日「朗読劇 親愛なるセリヌンティウス」（中野シアターかざあな、劇団自由調）[33]
  - Bキャスト 亮平役
- 7月10日-13日「探偵はロングスリーパー-眠りの社交界と逆夢のアンダーグラウンド-」（シアターサンモール、POCCPUBRE公演）[34]
  - 眠りの社交界編 Mr.モーム役
- 9月5日-7日 「幕ゲキ!!〜monday wars」（CBGKシブゲキ!!）[35]
  - 熊吉役他
- 10月10日-12日「one week stage MASK」（東中野バニラスタジオ、劇団自由調）[36]